# Grdovići
Grdovići es un pueblo ubicado en la municipalidad de Arilje, en el distrito de Zlatibor, Serbia.

## Superficie
Posee una superficie de 3,298 kilómetros cuadrados.

## Demografía
Hasta 2011 la población era de 519 habitantes, con una densidad de población de 157,4 habitantes por kilómetro cuadrado.